# آباپو
آباپو (به اسپانیایی: Abapó) در بولیوی با جمعیت ۳٬۱۴۰ نفر است که در santa cruz department, bolivia واقع شده‌است.